# Symfonie nr. 2 (Alfvén)
De Zweedse componist Hugo Alfvén voltooide zijn Symfonie nr. 2 in 1899.

## Geschiedenis
De symfonie kende een moeilijke start. Alfvén studeerde nog aan de Muziekacademie toen hij aan dit werk begon. De prelude werd op papier gezet in de herfst van 1897, toen de componist in Berlijn was. Hij dacht daarbij terug aan een van zijn favoriete stekken, de Archipel van Stockholm. Hij schreef verder en diende het in als werk om zijn studiebeurs voor het buitenland te kunnen behouden. Het werk was nog niet af, alles wat er was stond nog in manuscript vorm en deel vier ontbrak nog. De examinatoren vonden het inleveren van een incompleet stuk muziek maar niets en trokken de beurs in. De dirigent Conrad Nordqvist, die de eerste voorstelling van de Eerste symfonie had geleid was een andere mening toegedaan. Hij vond wat ingeleverd was van hoge kwaliteit en wist uiteindelijk de jury te overtuigen om de beurs te hervatten. Deel vier kon daarop voltooid worden in Parijs in 1898.
De eerste uitvoering op 2 mei 1899 was succesvol. Alfvén met moeder en broers luisterden toe hoe Wilhelm Stenhammar de Hovkapellet wist op te zwiepen tot een (in Alfvéns ogen) geweldige uitvoering. Ook het publiek vond het een mooi werk, maar toch verdween het langzaam naar de achtergrond. Brede erkenning kreeg het pas toen Alfvéns Midzommerwacht het publiek bereikte en er meer belangstelling kwam voor Alfvéns muziek.

## Muziek
De symfonie bestaat uit vier delen:
1. Moderato
2. Andante
3. Allegro
4. Preludium, Adagio – fuga, Allegro energico

De symfonie vindt haar basis in de zee rond de scherenkust van Stockholm. Dat heeft tot gevolg dat er dan weer sprake is van een zeer rustige zee met het typische Scandinavische zonlicht om vervolgens om te slaan in een verraderlijke watervlakte met zinkende schepen en verdrinkende mensen. De delen 1 tot en met 3 staan in het teken van een vredige boottocht, deel 4 brengt het ongeluk. Het geheel wordt afgesloten met een fuga.

### Orkestratie
- 3 dwarsfluiten (III ook piccolo), 2 hobo's (II ook althobo), 2 klarinetten, 1 basklarinet, 2 fagotten, 1 contrafagot
- 4 hoorns, 2 trompetten, 3 trombones, 1 tuba
- pauken,  2 man/vrouw percussie (waaronder een tamtam)
- violen, altviolen, celli, contrabassen

## Discografie
- Uitgave Swedish Society: Leif Segerstam leidde het Koninklijk Filharmonisch Orkest van Stockholm in 1972
- Uitgave BIS Records: Neeme Järvi leidde hetzelfde orkest
- Uitgave Naxos: Niklas Willén leidde het Nationaal Symfonieorkest van Ierland
- Uitgave Musica Sveciae: Jevgeni Svetlanov leidde het Symfonieorkest van de Zweedse Radio